# Sexueller Missbrauch von Schutzbefohlenen
Sexueller Missbrauch von Schutzbefohlenen bezeichnet in Deutschland sexuelle Handlungen einer Person mit Minderjährigen, 
wenn zwischen der Person und dem Minderjährigen ein Erziehungs- bzw. Betreuungsverhältnis besteht, 
die Abhängigkeit eines Ausbildungs-, Dienst- oder Arbeitsverhältnisses ausgenutzt wird oder 
der Minderjährige ein leiblicher oder rechtlicher Abkömmling (z. B. Kind, Enkel) der Person oder ihres Ehegatten oder Lebenspartners oder einer Person ist, mit der sie in eheähnlicher oder lebenspartnerschaftsähnlicher Gemeinschaft lebt.
Ist der Schutzbefohlene noch nicht 14 Jahre alt, steht der mit höherer Strafe bedrohte Tatbestand sexueller Missbrauch von Kindern in Tateinheit. Auch bei älteren Opfern ist Tateinheit mit sexuellem Übergriff, sexueller Nötigung bzw. Vergewaltigung möglich.
Diese Tat ist durch § 174 StGB unter Strafe gestellt. Seit 1. Juli 2021 gilt das auch für das Bestimmen zu sexuellen Handlungen mit Dritten (vorher unter Umständen als Förderung sexueller Handlungen Minderjähriger strafbar).
Bis 30. Juni 2021 waren ab dem vollendeten 16. Lebensjahr sexuelle Handlungen in Erziehungs- und Betreuungsverhältnissen nur bei Ausnutzung der Abhängigkeit nach Absatz 1 strafbar, wenn der Minderjährige kein Abkömmling war.

## Besonderheiten in Bezug auf Schüler und Lehrer
Im schulischen Zusammenhang werden sexuelle Handlungen zwischen Lehrkräften und (auch volljährigen) Schülern gemäß den Schulgesetzen der Bundesländer auch dienstrechtlich sanktioniert. Seit Januar 2013 sind in § 25 Absatz 3 Schulgesetz Rheinland-Pfalz sexuelle Kontakte zwischen Lehrkräften und Schülern ausdrücklich für unzulässig erklärt. Diese Regelung entstand aus Anlass eines medial aufsehenerregenden Urteils des OLG Koblenz von 2011, das einen Lehrer vom Vorwurf des sexuellen Missbrauchs von Schutzbefohlenen nach § 174 Absatz 1 Nr. 1 StGB freisprach, weil der Lehrer zwar mehrfach Vertretungslehrer, aber weder Klassenlehrer noch Fachlehrer der betroffenen 14-jährigen Schülerin gewesen sei und somit kein Obhutsverhältnis festzustellen sei. In einem anderen Fall kam es zu einer ähnlich gelagerten Entscheidung des Bundesgerichtshofs vom 25. April 2012.
Seit 27. Januar 2015 reicht es gemäß dem damals eingeführten § 174 Absatz 2 deshalb aus, dass der Minderjährige einer Erziehungs-, Ausbildungs- oder Betreuungseinrichtung, in der die Person arbeitet (z. B. Schule, Heim), anvertraut ist, wenn der Person dort (andere) Minderjährige zur Erziehung, Ausbildung oder Betreuung anvertraut sind; ab dem vollendeten 16. Lebensjahr sind sexuelle Handlungen nur bei Ausnutzung der Stellung nach Absatz 2 strafbar. Ist der Person allerdings der Minderjährige, mit dem er sexuelle Handlungen vornimmt, persönlich zur Erziehung (z. B. Schule) oder Betreuung (z. B. Heim) anvertraut, sind seit 1. Juli 2021 sexuelle Handlungen bis zum vollendeten 18. Lebensjahr stets strafbar, siehe oben.

## Verjährung
Die Verfolgungsverjährung für sexuellen Missbrauch von Schutzbefohlenen beginnt, wenn nicht vorher ein Verfahren eingeleitet wurde, am 30. Geburtstag des Opfers (§ 78b Abs. 1 Nr. 1 i. V. m. § 78 Abs. 3 Nr. 4 StGB) und dauert dann mindestens 5 Jahre, bei Tateinheit mit Delikten, die mit mehr als 5 Jahren Höchststrafe bestraft sind, entsprechend länger, beispielsweise bei Vergewaltigung 20 Jahre.

## Schweiz
Vergleichbar in der Schweiz sind sexuelle Handlungen mit Abhängigen (Art. 188 StGB) und Ausnützung einer Notlage oder Abhängigkeit (Art. 193 StGB).